# برلین (ویسکانسین)
برلین، ویسکانسین  (به انگلیسی: Berlin) شهری در شهرستان گرین لیک ووشارا ایالت ویسکانسین است که در سال ۱۸۵۷ بنیان‌گذاری شده‌است. این شهر طبق سرشماری سال ۲۰۱۰ میلادی ۵٬۵۲۴ نفر جمعیت داشته‌است.

## نگارخانه

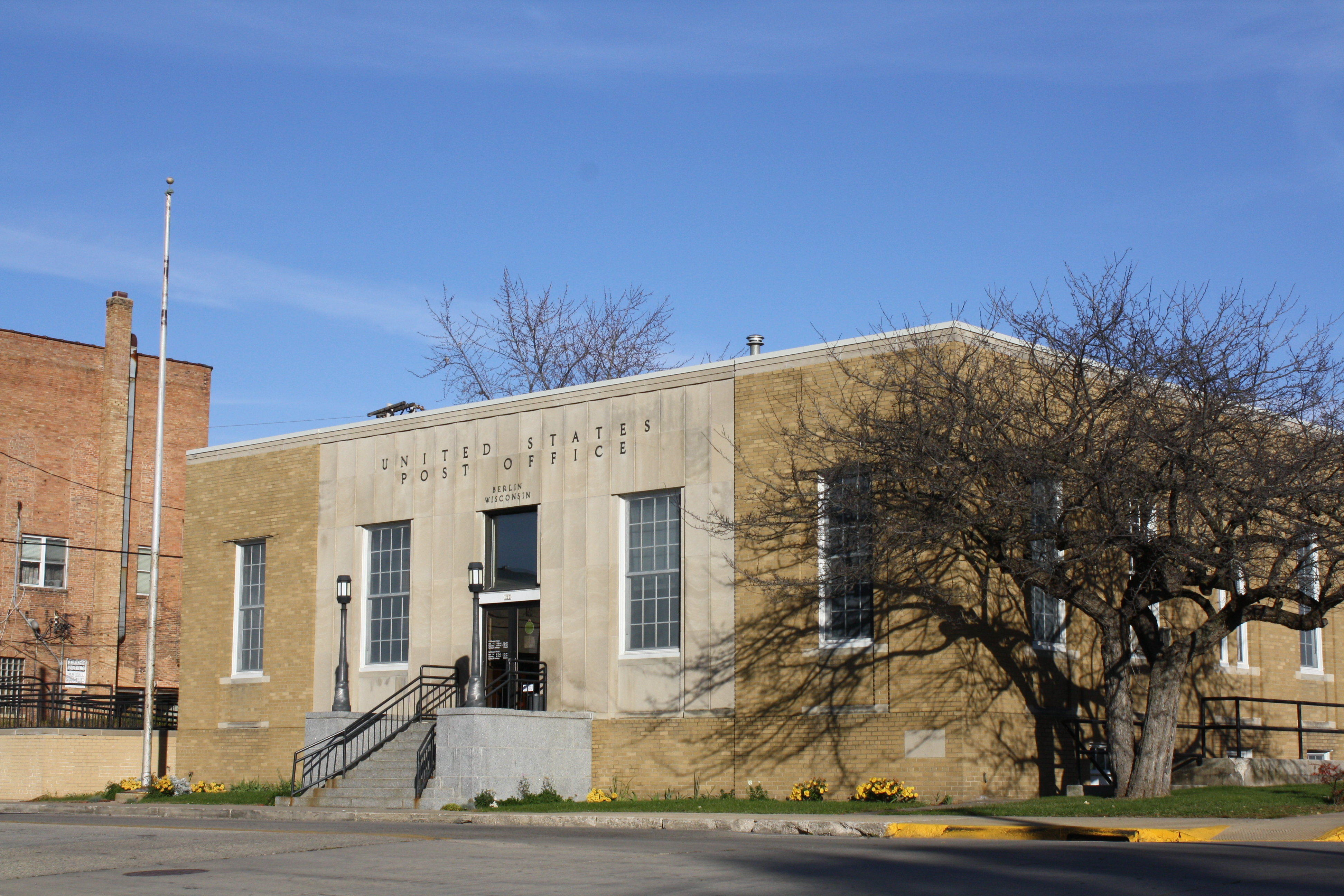
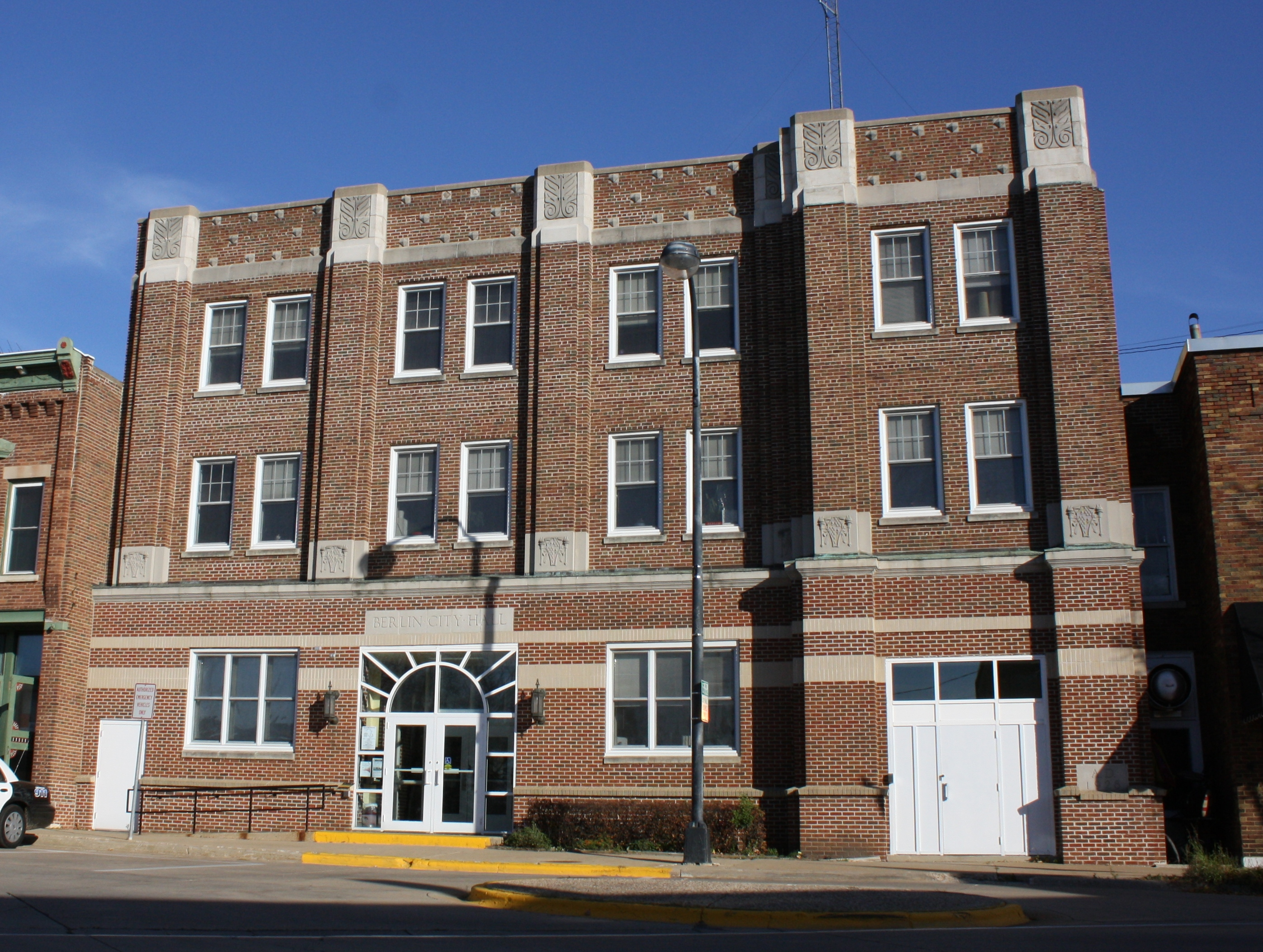
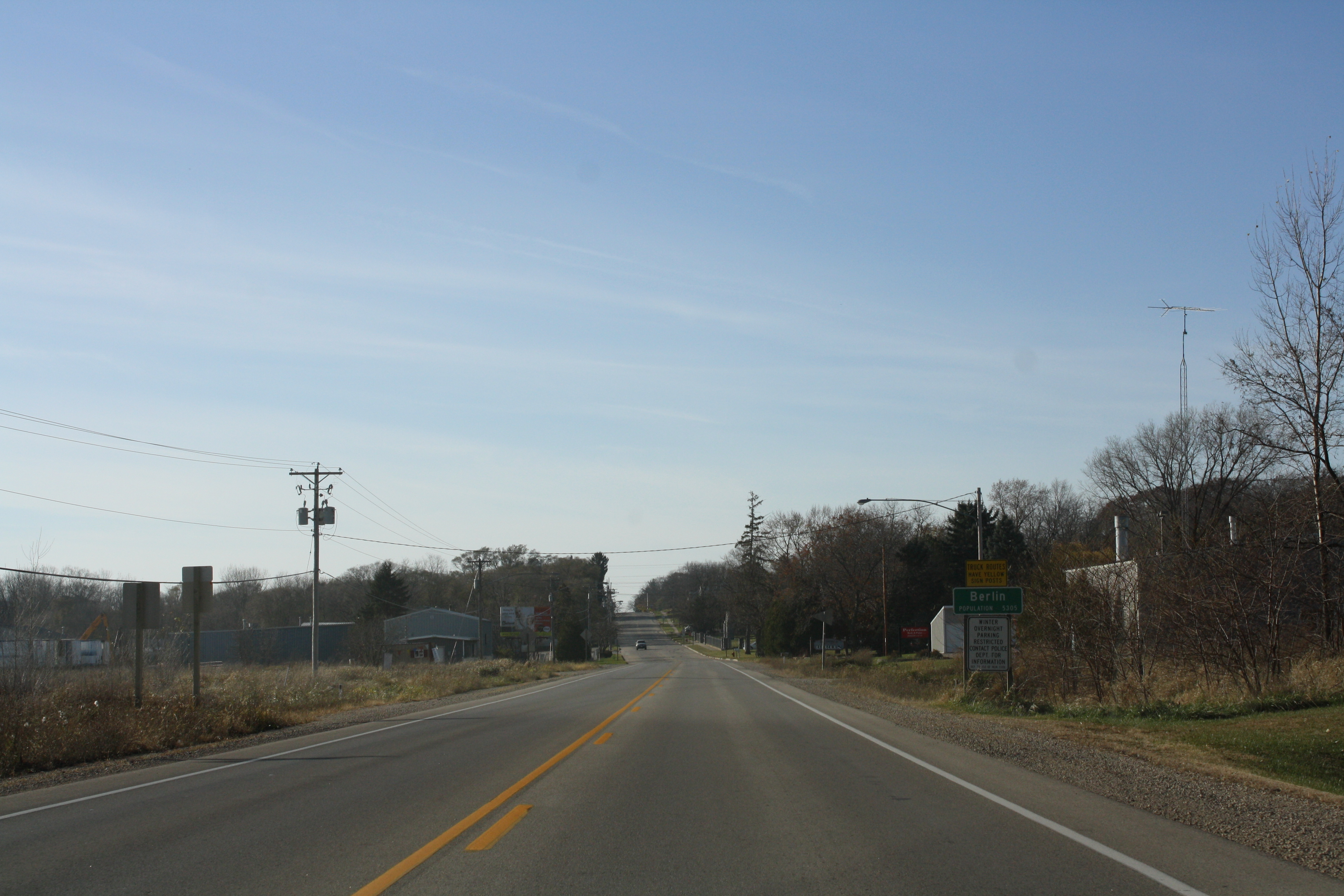
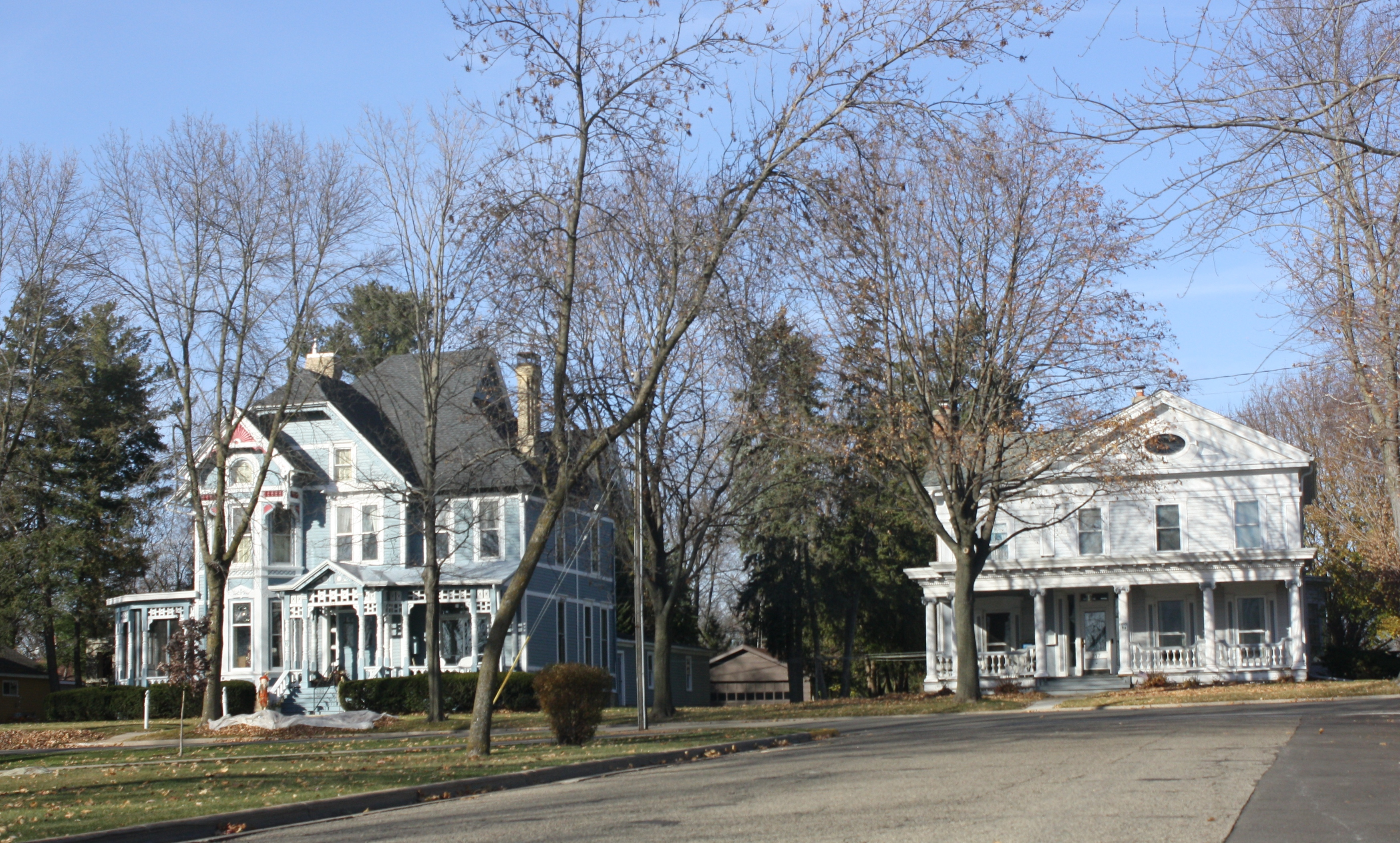
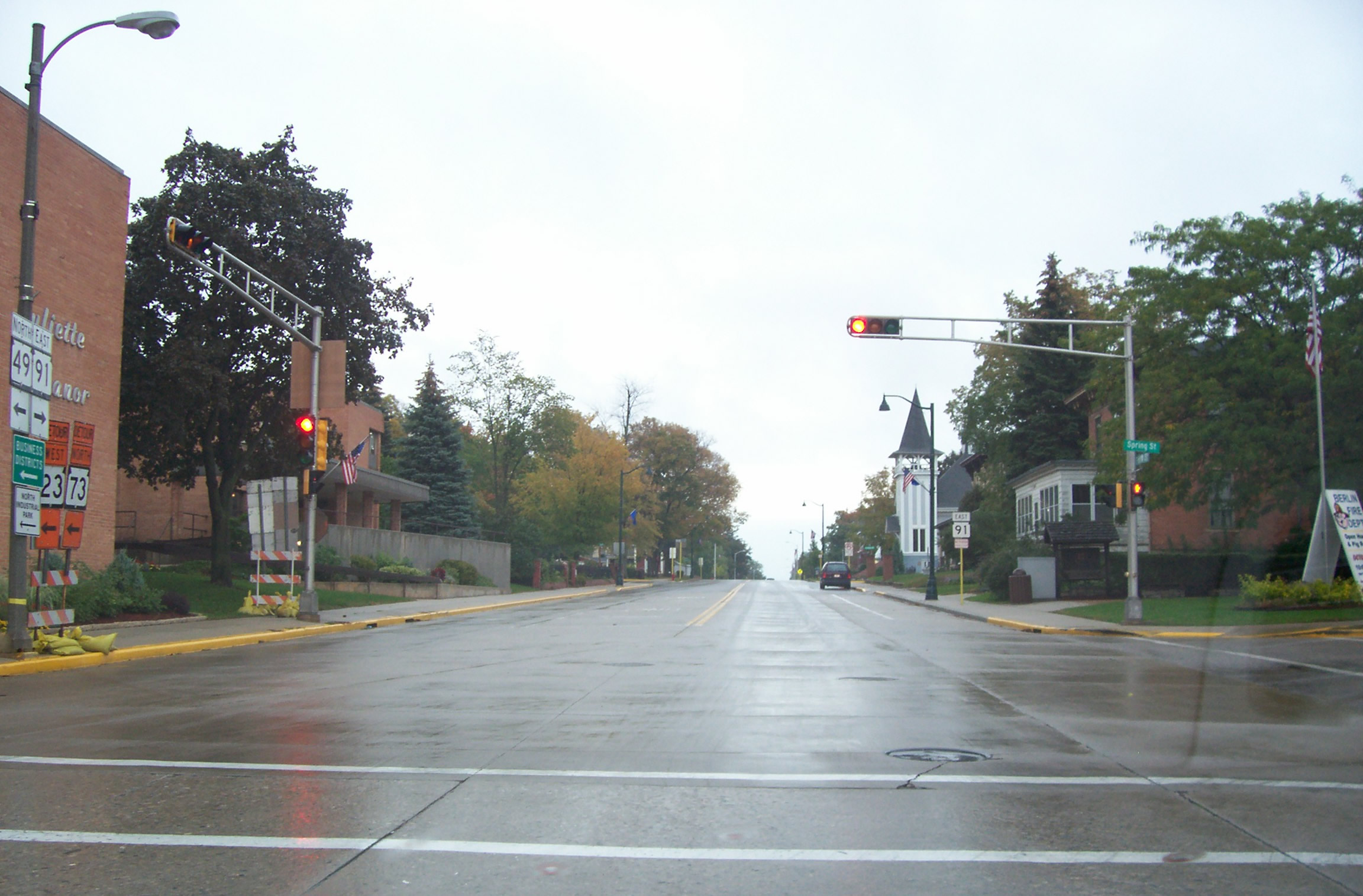
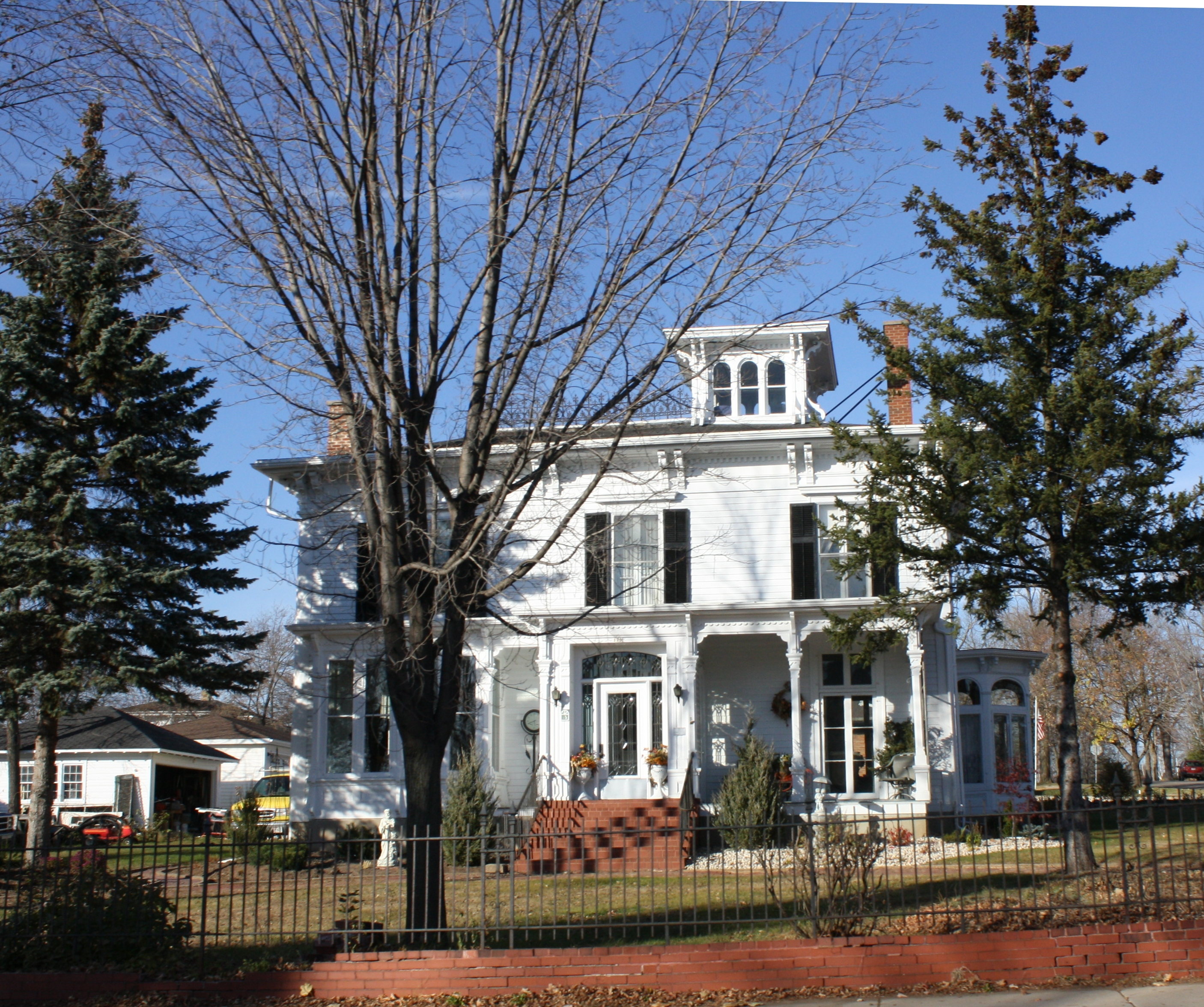
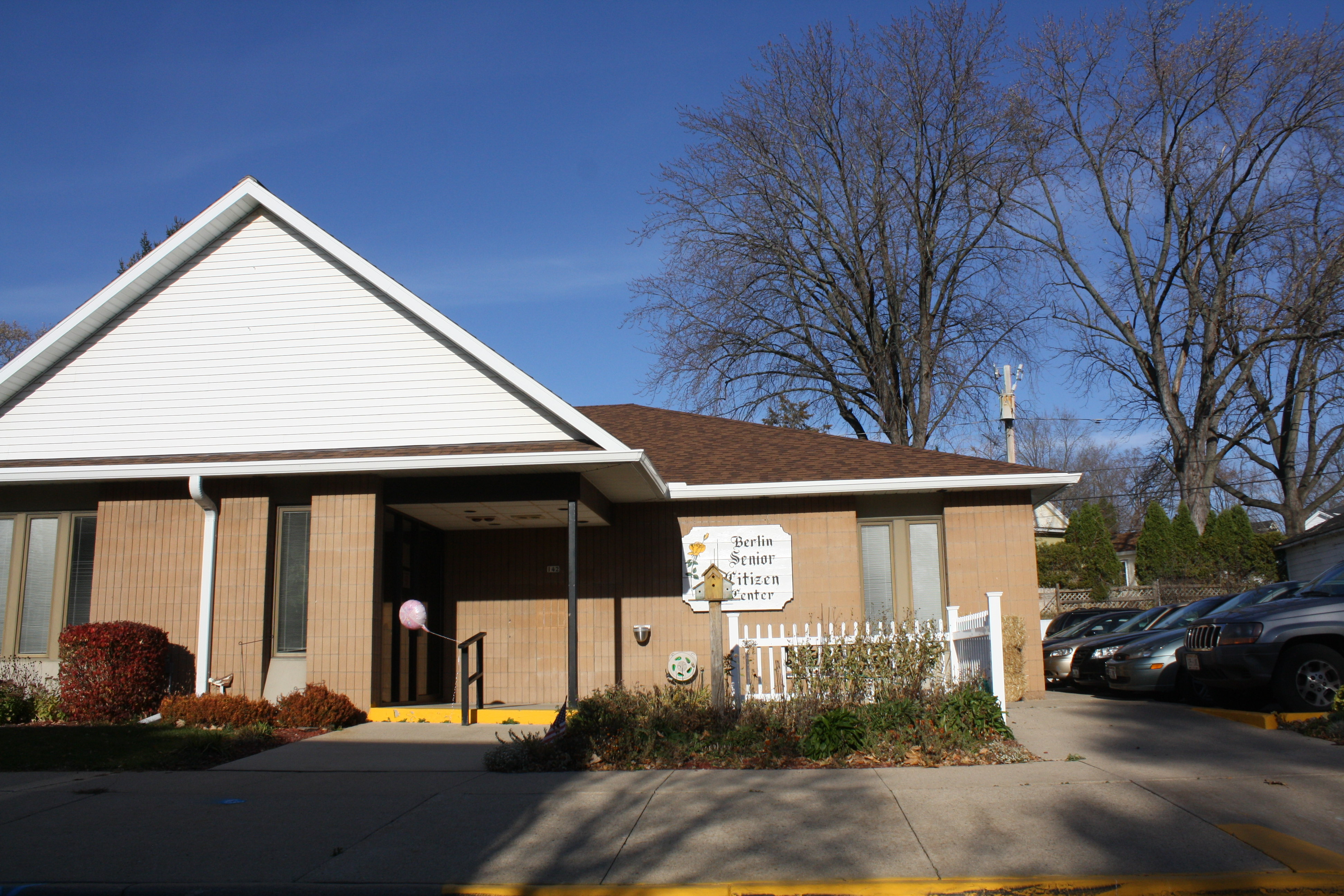
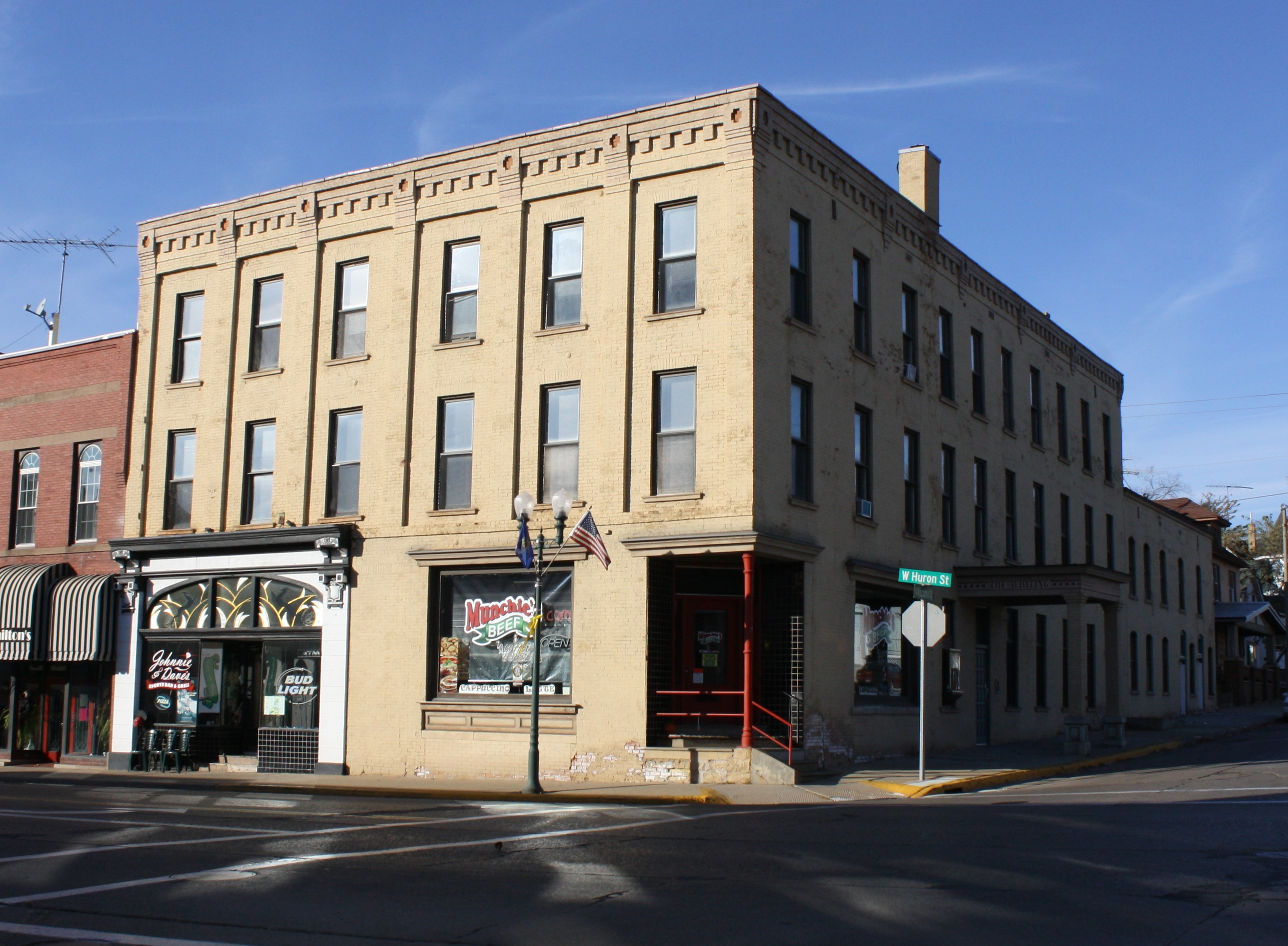